# Günter Grote
Günter Willi Grote (* 9. Oktober 1911 in Duisburg; † 27. Februar 1985 in Düsseldorf) war ein deutscher bildender Künstler, insbesondere Maler auf dem Gebiet der Glasmalerei, und Hochschullehrer der Kunstakademie Düsseldorf.

## Leben

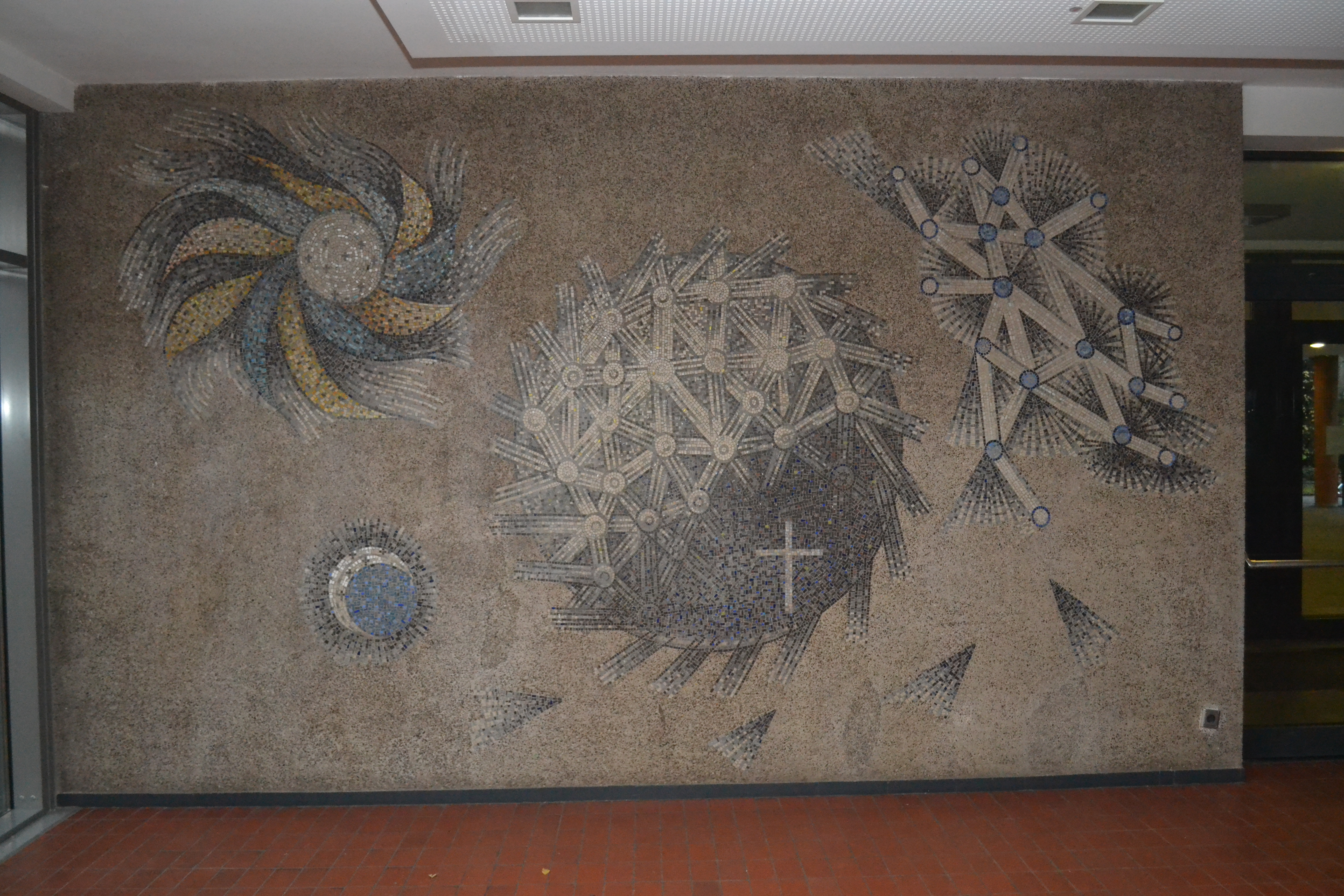
Mosaik „Makrokosmos“ in der Eingangshalle des Humboldt-Gymnasiums Düsseldorf

Günter Grote wurde 1911 als Sohn des Kaufmanns Emil Grote in Duisburg geboren und besuchte die Oberrealschule. Dem Wunsch seines Vaters folgend absolvierte Grote zunächst eine Kaufmannslehre in der Rheinschiffahrt. Seine Ausbildung auf dem Gebiet der Malerei erfolgte bei Ernst Aufseeser und Paul Klee. Ab 1933 war er durch das NS-Regime zum Selbststudium gezwungen, wandte sich aber immer mehr der Kunst zu. Er war katholisch, mit der Galeristin Johanna Ey bekannt und vertrat eine von der Kunst im Nationalsozialismus abweichende Kunstauffassung und erhielt 1937 Berufsverbot. Grote gehörte neben Bruno Goller, Hans Kindermann, Ferdinand Macketanz, Jupp Rübsam, Ludwig Gabriel Schrieber und anderen zu einem Kreis Düsseldorfer Künstler, der sich zwischen 1935 und 1942 regelmäßig im Düsseldorfer Altstadt-Lokal „Chronometer“ traf. Die Erlebnisse schilderte er in einem autobiografischen, posthum veröffentlichten Bericht. Am 27. Mai 1938 wurde er bei einer Verhaftungswelle von der Gestapo festgenommen. Bis zu seinem Eintritt in den Wehrdienst im Jahr 1940 war er als Buchhändler tätig, im Krieg war er Soldat.

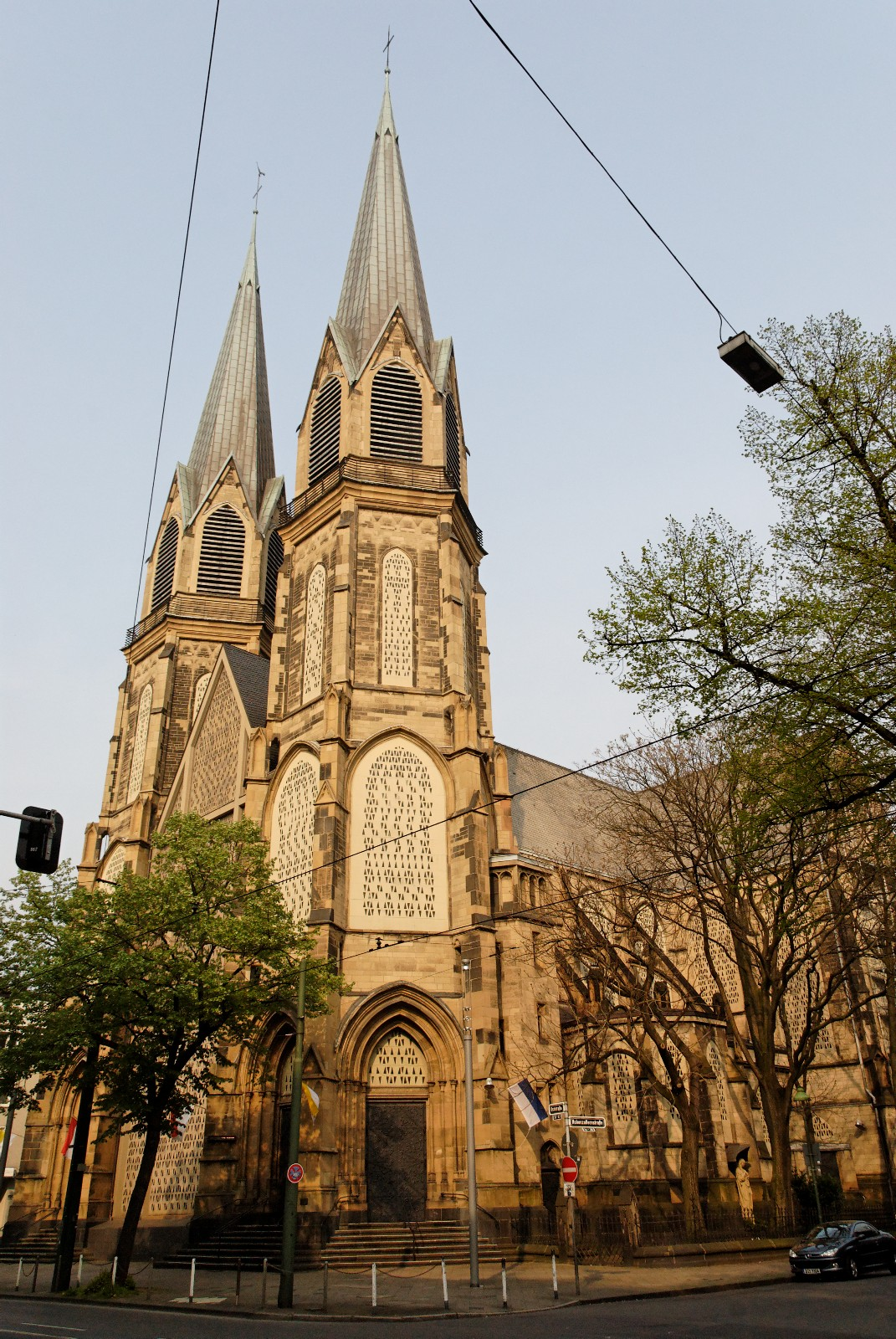
Ansicht von St. Mariä Empfängnis in Düsseldorf-Stadtmitte mit Beton-Glas-Fenstern von 1962/63

Nach dem Zweiten Weltkrieg konnte er sich wieder der Kunst widmen. Grote schuf im freier künstlerischer Tätigkeit Malerei, Kirchenfenster (insbesondere Hinterglasmalerei auf niederrheinischen Dörfern), Mosaike und plastische Objekte. 1949 war er Mitbegründer der Künstlergruppe Neue Rheinische Sezession. Seit Mitte der 1950er Jahre trat er durch moderne Kirchenfenster in Erscheinung, die er mit dem Architekten Josef Lehmbrock als integrale Bestandteile von Wänden aus Beton konzipierte. Mit seinem Freund, dem Architekten Bernhard Pfau, entwickelte er Ende der 1960er Jahre abstrakte plastische Objekte zur Ausgestaltung des Düsseldorfer Schauspielhauses, die auf den Kontext der Op-Art verweisen. 1960 erhielt er den Cornelius-Preis der Stadt Düsseldorf. Von 1960 bis 1977 lehrte Grote Malerei als Professor an der Kunstakademie Düsseldorf. Dort gehörte er zu den Unterzeichnern eines Manifestes vom 12. November 1968, in dem sich zehn Professoren der Akademie gegen Aktivitäten ihres Kollegen Joseph Beuys wandten und erklärten, dass sie ihm ihr Vertrauen entziehen müssen. Im Jahr 1977 wurde er emeritiert. Grote war Mitglied der Vereinigung Deutscher Werkbund.
Günter Grote war ab 1958 mit Etta Grote, geborener Koch, verheiratet und hatte zwei Kinder (Petra und Marcel).

## Werke (Auswahl)

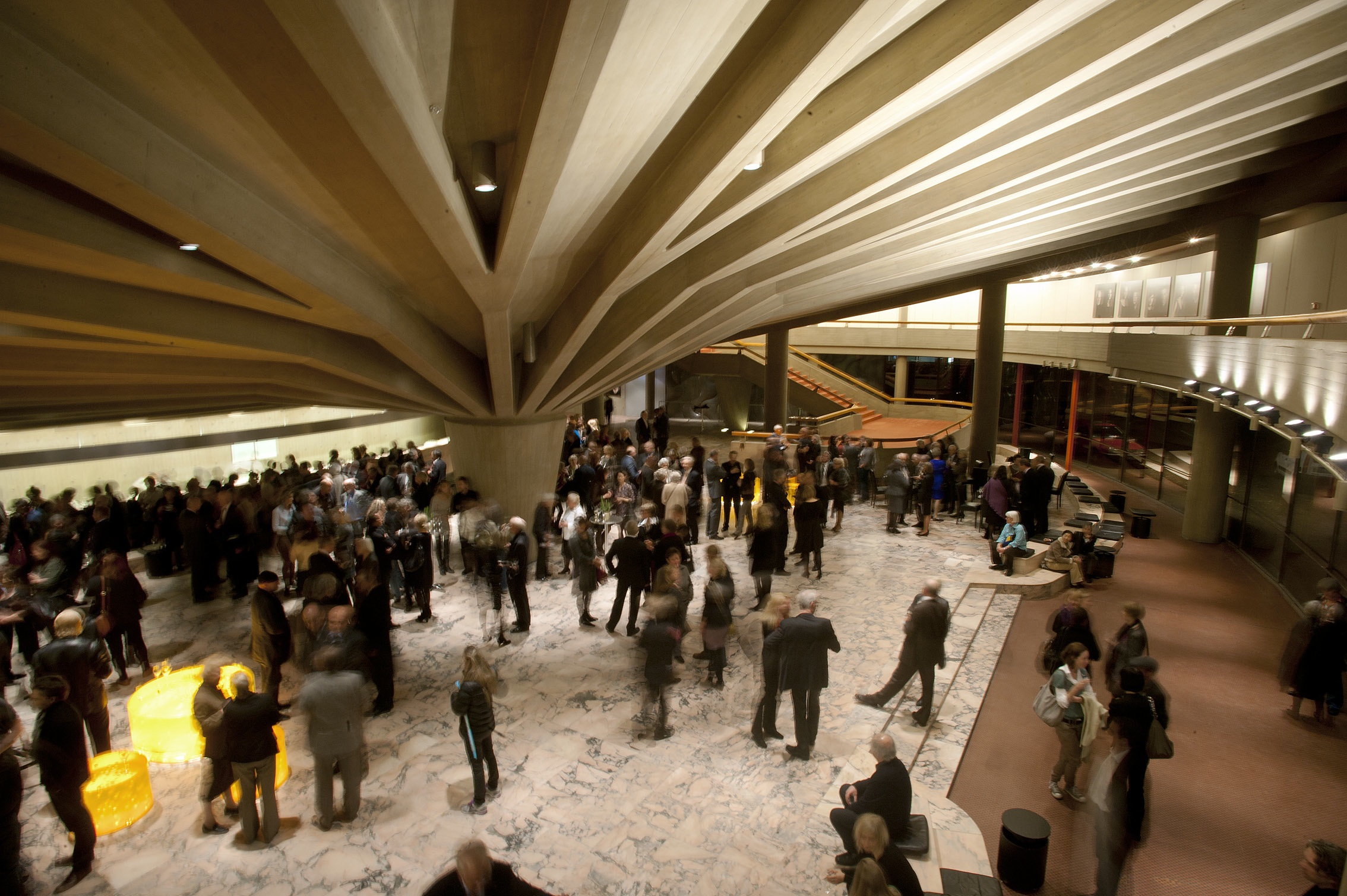
Beleuchtetes Möbelensemble aus Polyestergießharz im Foyer des Schauspielhauses Düsseldorf (im Bild unten links)

- 1955: Mosaike „Makrokosmos“ und „Mikrokosmos“ für die Eingangshalle des Humboldt-Gymnasiums Düsseldorf
- 1955/1956: flammenförmige Kiesbeton-Kunststeine (teilweise mit integrierten Steinen aus getöntem „Brüsseler Glas“) für die Kirche Zum Heiligen Kreuz in Düsseldorf-Rath[3][4]
- 1956–1960: Kirchenfenster der Kirche St. Jakobus der Ältere in Ratingen-Homberg[5]
- 1960: Kirchenfenster mit Glasbausteinen für die Kirche St. Martinus in Neuss-Uedesheim[6]
- 1962/1963: Beton-Glas-Fenster für die Kirche St. Mariä Empfängnis in Düsseldorf-Stadtmitte[7]
- 1963: Beton-Glas-Rosette im Fenster der Eingangsfassade der Kirche St. Joseph in Essen-Krey-Leithe[8]
- 1964: Fensterzyklus für die Kirche St. Mariä Himmelfahrt in Düsseldorf-Unterbach[9]
- 1967: Betonformstein-Fensterwand für die Kirche Zum Heiligen Kreuz in Leverkusen-Rheindorf
- Ende der 1960er Jahre: Wandobjekt aus glasfaserverstärktem Polyester (9 mal 3,65 Meter), beleuchtetes Möbelensemble aus Polyestergießharz, „Goldenes Mosaik“ und Eiserner Vorhang für das Düsseldorfer Schauspielhaus[10]
- „Pfaumosaik“ im Atelierhaus von Bernhard Pfau, Stephanienstraße 26, Düsseldorf

## Schriften
- Über Paul Klee. Katalog der Kunstsammlung Düsseldorf. 1948.
- Zur komplementären Einheit von Architektur und Bild (= Werk und Zeit. Heft 9). 1959.
- Zu den Lehrgrundlagen der Kunst (= Werk und Zeit). 4. Auflage 1969.

## Auszeichnungen und Preise
- 1949: Auszeichnung Blevins-Davis-Wettbewerb.
- 1960: Cornelius-Preis (Düsseldorf).